# 7056 К'єркегор
7056 К'єркегор (7056 Kierkegaard) — астероїд головного поясу, відкритий 26 вересня 1989 року.
Тіссеранів параметр щодо Юпітера — 3,314.